# Marthe Pichorel
 (novembre 2017).
Si vous disposez d'ouvrages ou d'articles de référence ou si vous connaissez des sites web de qualité traitant du thème abordé ici, merci de compléter l'article en donnant les références utiles à sa vérifiabilité et en les liant à la section « Notes et références ».
Marthe Pichorel, née Marthe Collard en 1878 à Cherbourg, morte à Paris en 1968, est une syndicaliste et une féministe française.
En 1920, elle est élue, comme suppléante, au comité directeur du Parti communiste, qu'elle quitte très rapidement. Elle est surtout connue pour son engagement au Syndicat national des instituteurs dont elle fut une responsable de premier plan dans l'entre-deux guerres. 

## Biographie
Son père est commandant de marine à la préfecture maritime de Cherbourg. 
En 1907, elle adhère à la Fédération des amicales d'instituteurs. Cinq ans plus tard, après le congrès de Chambéry de cette organisation, elle s'inscrit au Syndicat des instituteurs de la Seine tout en demeurant à la direction de la Fédération, où elle a la responsabilité de la trésorerie. Avant la Première Guerre mondiale, elle crée l'Action Féministe Universitaire et écrit dans la Voix des Femmes.
En 1918, elle est élue au conseil d'administration du Syndicat des instituteurs de la Seine. En 1921, participant au congrès de la Fédération des fonctionnaires, qui se tient à Paris, elle demande la réversibilité des pensions des femmes de fonctionnaires sur le mari. De 1919 à 1923, par ailleurs, elle est membre du syndicat de l'Enseignement laïque de Seine et Seine-et-Oise qu'elle quitte pour rejoindre le Syndicat national des instituteurs affiliés à la CGT.
En 1923, elle est élue au bureau du Syndicat national des instituteurs (SNI). En 1930, elle devient membre de la commission administrative de la Fédération générale des fonctionnaires. Elle est aussi membre du Conseil supérieur de l'Instruction publique et, depuis 1925, suppléante au Conseil national économique, au titre du SNI.
Depuis 1919, Marthe Pichorel est également membre de la commission exécutive de la Fédération socialiste de la Seine et s'enthousiasme à l'annonce de la Révolution russe. Également trésorière de la Fédération féministe universitaire, elle participe, en 1920, au congrès de Tours et est élue suppléante au Comité directeur du Parti communiste (PC). En 1925, elle est signataire de la Lettre dite des 250 adressée au comité exécutif de la IIIe Internationale. Elle rejoint, alors le Parti socialiste et, en 1932, elle y milite à la section de Choisy-le-Roi.
Parvenue à la retraite, elle anime la Société coopérative des maisons de retraites de la Fédération générale des fonctionnaires. Depuis 1936, elle était secrétaire générale de la Fédération générale des retraités.
Son frère est l'écrivain et illustrateur Robert Lortac.

## Source
Dictionnaire biographique du mouvement ouvrier français, Les Éditions de l'Atelier, 1997.